# Кінець чудового світу
«Кінець чудового світу» (яп. ワンダフルワールドエンド, англ. Wonderful World End) — японський фільм 2014 року поставлений режисером Дайґо Мацуї.
У 2015 році фільм брав участь у конкурсній програмі Сонячний зайчик 45-го Київського міжнародного кінофестивалю «Молодість».

## Синопсис
17-річна Шіорі здобула багато прихильників, публікуючи короткі відео у власному блозі. Одного разу під час роздачі рекламних листівок вона зустрічає сором'язливу 13-річну Аюмі, постать та стиль якої змушують Шіорі тріпотіти. Розгублена та небагатослівна Аюмі втікає з дому, аби бути поруч із Шіорі. Старшій дівчині лестить така увага, хоч ситуація й бентежить її. Врешті вона дозволяє собі захопитися Аюмі.

## В ролях
| Ай Гашімото  | ···· | Шіорі Наяно     |
| Джун Аонамі  | ···· | Аюмі Кіношіта   |
| Йю Інаба     | ···· | Кохей Каваїма   |
| Ґо Ріджю     | ···· | Такумі Цукіяма  |
| Марі Мачіда  | ···· | Сачіко Кіношіта |
| Сейко Ооморі | ···· |                 |

## Визнання
| Нагороди та номінації фільму «Кінець чудового світу» | Нагороди та номінації фільму «Кінець чудового світу»       | Нагороди та номінації фільму «Кінець чудового світу»     | Нагороди та номінації фільму «Кінець чудового світу» | Нагороди та номінації фільму «Кінець чудового світу» | Нагороди та номінації фільму «Кінець чудового світу» |
| Рік                                                  | Кінопремія/кінофестиваль                                   | Категорія/нагорода                                       | Номінант                                             | Результат                                            |                                                      |
| ---------------------------------------------------- | ---------------------------------------------------------- | -------------------------------------------------------- | ---------------------------------------------------- | ---------------------------------------------------- | ---------------------------------------------------- |
| 2015                                                 | 65-й Берлінський кінофестиваль                             | «Кришталевий ведмідь» за найкращий фільм (Покоління 14+) | «Кінець чудового світу»                              | Номінація                                            |                                                      |
| 2015                                                 | Міжнародний кінофестиваль незалежного кіно у Буенос-Айресі | Найкращий ігровий фільм                                  | «Кінець чудового світу»                              | Номінація                                            |                                                      |
| 2015                                                 | 45-й Київський міжнародний кінофестиваль «Молодість»       | «Сонячний зайчик»                                        | «Кінець чудового світу»                              | Номінація                                            |                                                      |